# Croix de la Ravanelle
La croix de la Ravanelle (ou de la Rabanelle) est une croix monumentale située à Saint-Haon, en France.

## Généralités
La croix est située à 300 mètres de l'église du village, en bordure droite de la route départementale 40, la route venant du Puy-en-Velay par Landos, sur le territoire de la commune de Saint-Haon, dans le département de la Haute-Loire, en région Auvergne-Rhône-Alpes, en France.

## Historique
La croix est datée du XVIIe siècle, la date gravée en relief gravée laisse le doute : le chiffre des dizaines ressemble à un « Z ». Cette date est ainsi interprétée comme 1620 par Chaize ou 1670 par le ministère de la Culture. La croix a été restaurée en 1925.
La croix est inscrite au titre des monuments historiques par arrêté du 11 juin 1930.

## Description
L'ensemble est posé sur un socle de 8 marches, sur lequel repose le piédestal constitué par un bloc de pierre. Le fût⁹, reposant sur un dé carré, est de section octogonale et terminé à son sommet par un chapiteau octogonal non décoré,. Le croisillon, de section ronde, offre un relief dû à des bandes plates. Les extrémités des branches sont terminées par des fleurons carrés à nombreuses folioles,.
Au niveau iconographique, la croix présente sur un de ses côtés un Christ dont la partie inférieure est manquante. Sur l'autre côté, une Vierge est sculptée sous un dais les bras croisés. Latéralement, deux statuettes sont présentes, probablement Saint-Jean et Marie-Madeleine,. 